# Хобо Джим
Хобо Джим (англ. Hobo Jim; МФА: [ˈhəʊ.bəʊ dʒɪm]; букв. «Бродяга Джим»; 1952 — 5 октября 2021) — американский композитор и певец, работавший в  стиле кантри. В 1994 году был назван «официальным бардом Аляски» — практически всё его творчество посвящено именно этому штату.

## Биография
Джим Варсос родился в 1952 году в штате Индиана, в раннем возрасте переехал с семьёй в Висконсин. В двенадцать лет начал учиться игре на гитаре. В подростковом возрасте покинул дом и стал путешествовать по Америке автостопом. Объехав сорок восемь континентальных штатов, он отправился на Аляску, где и обосновался, поселившись недалеко от городка Хомер на Кенайском полуострове.

## Творчество
Джим писал и исполнял музыку в стиле кантри на свои тексты, его песни рассказывают о жизни простых жителей Аляски — рыбаков, охотников, дровосеков и горняков.